# Rafael Larco Hoyle
Rafael Carlos Víctor Constante Larco Hoyle (Hacienda Chiclín, Trujillo, 18 de mayo de 1901 - Lima, 23 de octubre de 1966) fue un arqueólogo, investigador, escritor, ingeniero agrícola e historiador peruano. Hizo contribuciones fundamentales para el conocimiento de diversas culturas pre incaicas del norte del Perú. Fundó el Museo Arqueológico Rafael Larco Herrera en 1926.

## Primeros años y estudios
Nació en la Hacienda Chiclín, valle de Chicama, cerca a Trujillo en La Libertad. Hijo de Rafael Larco Herrera, miembro de la familia Larco de ascendencia italiana, y Esther Hoyle Castro. Fue sobrino de José A. Larco y Víctor Larco Herrera y tío de Guillermo Larco Cox.
Cursó estudios primarios en el Instituto Moderno de Trujillo y  Colegio Nuestra Señora de Guadalupe. En 1914, fue enviado al Tome High School, Maryland, Estados Unidos, donde se destacó en diferentes deportes como fútbol americano, béisbol, fútbol entre otros.
En 1919, ingresó a la Universidad Cornell, Nueva York, que pertenecía a la Ivy League, para estudiar Agricultura. En 1922, asistió a la Facultad de Ingeniería de la Universidad de Nueva York, y en 1923 a la Facultad de Comercio, donde estudió administración de empresas y finanzas. Había sido enviado a Estados Unidos con el propósito de que estudiase ingeniería y actividades comerciales para que estuviese relacionado con las empresas familiares, basadas en la industria azucarera. Por esta razón, también estudió en Cuba, Puerto Rico, Europa y Hawái.
Se casó con Isolina Debernardi Alva en la Iglesia de los Descalzos con quien tendría una hija, María Isabel Larco Debernardi. Isolina Debernardi tenía ya una hija, Carola Margarita, a quien Larco Hoyle le daría su apellido. María Isabel se casaría con Augusto Álvarez-Calderón Wells, una de sus hijas, Milagros Álvarez-Calderón, se casaría con Fernando de Trazegnies, marqués de Torrebermeja y Conde de las Lagunas, excanciller del Perú.
Fue miembro de la Sociedad Geográfica de Lima, de la Société des Américanistes de Paris, de la Sociedad Argentina de Antropología, de la Sociedad Arqueológica de Bolivia, de la Sociedad Científica de Valparaíso, de The American Geographical Society, del Delta Upsilon, del Club Nacional, del Phoenix Club, del Lima Golf Club y del Rotary Club.

## Museo Larco

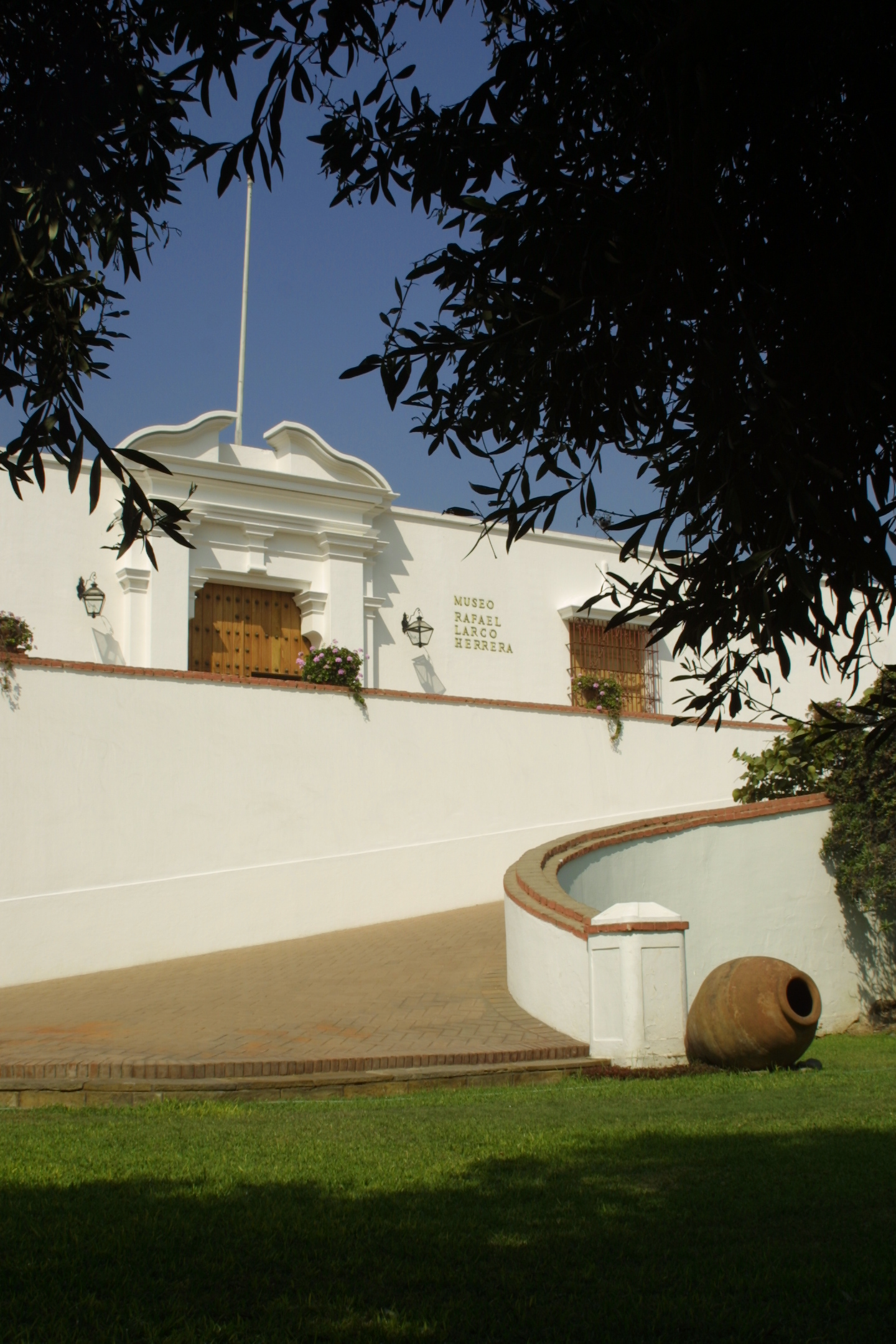
Edificio del Museo Larco, en Lima.

A su regreso al Perú en 1923, decidió participar activamente en las empresas de su familia en el Valle de Chicama, convirtiéndose en presidente del directorio ejecutivo de Negociación Chiclín y Hacienda Salamanca. Las haciendas adquirirían renombre en el norte debido a los récords de producción de azúcar, dado que fue el primero en introducir la producción mecánica en la costa norte. Asimismo, mantuvo el programa de reformas en beneficio de los trabajadores.
En 1924, Larco Hoyle adquirió el interés por la arqueología heredado de su padre, quien poseía una colección de cerámica precolombina del norte del Perú en la Hacienda de Chiclín. Tiempo después visitó España, donde se dio cuenta de que el Museo del Prado no contaba con una colección suficiente de objetos arqueológicos peruanos, por lo que donó su colección arqueológica a España, y hoy en día ésta se exhibe en el Museo Arqueológico en Madrid.
En 1925, su padre, Rafael Larco Herrera, adquirió una colección de arte compuesta de 600 ceramios y otros artefactos arqueológicos, que pertenecían a su cuñado, Alfredo Hoyle Castro, entregándosela a su hijo, Rafael Larco Hoyle. De esta colección Larco Hoyle decidió crear un museo y estudiar profundamente la arqueología en el Perú. Adquiriendo nuevas piezas del Valle de Chicama, Virú, Chimbote y luego de otras partes del país, incrementó la colección hasta el punto de que tuvo que ser trasladada a otro edificio en la Hacienda Chiclín, fundándose así en 1926 el Museo Rafael Larco Herrera en honor a su padre que aún vivía y abriendo sus puertas el 28 de julio de aquel año, Día de la Independencia.
Para 1933 adquirió dos importantes colecciones, la primera compuesta alrededor de 3000 piezas de propiedad del señor Carranza, y la segunda de 8000 piezas entre cerámicas, textiles y metales, propiedad de Carlos A. Roa de la Hacienda Clara en Santa.

## Exploraciones e investigaciones
Larco Hoyle también se dedicó a explorar los diversos parajes del Valle de Virú y Quebrada de Cupisnique, labor en la que sería acompañado por sus hermanos Constante y Javier Larco Hoyle, por su esposa, su hija y por su amigo Enrique Jacobs. De esas investigaciones se registró información sobre la asociación de áreas de sepulcros. Fue en el Valle de Virú donde en 1933 descubrió la primera tumba conteniendo vasos cuya característica principal era la pintura negativa, identificándola como la Cultura Virú. En el mismo valle de Virú descubrió la Cultura Cupisnique en 1940.
Asimismo, estudió la Cultura Mochica localizada en el Valle Moche, que había sido descubierta por Max Uhle en 1909 (bajo la denominación de pre-Chimú), convirtiéndose entonces en uno de sus principales intereses. Para 1948, ya había estudiado a profundidad la cerámica de Mochica clasificándola en cinco fases, tomando como base ciertos criterios de forma y dimensiones de los picos, asas estribo y cuerpo, así como las decoraciones. 
En 1941 identificó a la Cultura Salinar en Pampas de Jagüey, en la parte alta del valle de Chicama. A partir del estudio de los conjuntos funerarios postuló que Salinar marcaba la transición entre Cupisnique y el advenimiento de la Cultura Moche.
En 1953, debido a las exigencias del negocio azucarero, tuvo que instalarse en Lima, donde se asoció a otros negocios (Banco Comercial, Rayón Peruana S. A., Filamentos Sintéticos S. A., etc.). Trasladó entonces, con mucho cuidado, el museo Larco Herrera a dicha ciudad, para lo cual acondicionó una casa hacienda en el distrito de Pueblo Libre. Este museo constituye una de las más valiosas riquezas culturales del Perú.

## Contribuciones
En el campo de la investigación arqueológica, la obra de Rafael Larco Hoyle ha sido de fundamental importancia, equiparable a la de otro gran arqueólogo peruano, Julio César Tello. De hecho, ambos deberían compartir el título de fundadores de la arqueología peruana.
- Descubrió y estudió varios yacimientos arqueológicos, como Cupisnique, Queneto, Salinar, Virú, Pacopampa y Barbacoa, estudios que fueron de fundamental importancia para fijar la secuencia cronológica de las culturas peruanas
- Demostró que la construcción del santuario de Chavín de Huántar, considerado como la cuna de la civilización andina por Tello, fue posterior a otros restos arquitectónicos de la costa, como el de Punkurí, y a la cultura Cupisnique. Llegó incluso a sostener que la alta cultura peruana se había originado en la costa norte y que de allí se había irradiado a la sierra, lo que contrariaba los postulados de Tello, considerado entonces la autoridad máxima en la materia.
- Ahondó la investigación hacia períodos anteriores a la  utilización de la cerámica (precerámico), hurgando las huellas de los recolectores y cazadores paleolíticos. Fue el primero en estudiar las puntas líticas de Paiján, encontradas profusamente en los alrededores de la localidad de dicho nombre.
- Prestó preferente atención a la evolución de las culturas del norte peruano, especialmente la Mochica, identificando sus diversos períodos de manera científica, a base de los estilos y la técnica estudiados en la cerámica. Su estudio abarca desde el Precerámico hasta la irrupción incaica, pasando por las culturas Cupisnique, Salinar, Mochica y Chimú, entre otras.
- Expuso la posibilidad de que existiera entre los mochicas un sistema primitivo de escritura sobre pallares.

## Publicaciones
- Los mochicas (2 vols., 1938-1940), sintetizada en 1945 para demostrar que esta cultura equivalía al pre-Chimú de Max Uhle y al early Chimú de Alfred L. Kroeber.
- Los cupisniques (1941), sintetizada también en 1945 para difundir la ubicación cronológica de Cupisnique en la evolución de las culturas de la costa norte peruana.
- La escritura mochica sobre pallares (3 fasc., 1942-1944).
- Cultura Salinar (1944).
- La cultura Virú (1945).
- A Culture Sequence for the North Coast of Peru (1946), ampliada en Cronología arqueológica del norte del Perú (1948).
- La cultura Santa (1962).
- La divinidad felínica de Lambayeque (1962).
- Las épocas peruanas (1963).
- La cerámica de Vicús (2 fasc., 19651966).
- Checan, estudio sobre la cerámica erótica de los mochicas (1966), publicado simultáneamente en cinco idiomas. Fue el pionero en el estudio de los llamados huacos eróticos.
- Perú (1966), contribución al conocimiento general de la arqueología peruana incluida en la serie Archaeologia Mundi y simultáneamente editada en cinco idiomas.

## Árbol genealógico
|  |                                                |  |  |  |  |  |  |  |  |  |  |  |  |  |  |  |
|  | 16. Josè Larco                                 |  |  |  |  |  |  |  |  |  |  |  |  |  |  |  |
|  |                                                |  |  |  |  |  |  |  |  |  |  |  |  |  |  |  |
|  |                                                |  |  |  |  |  |  |  |  |  |  |  |  |  |  |  |
|  | 8. Gerolamo Larco Lastreto                     |  |  |  |  |  |  |  |  |  |  |  |  |  |  |  |
|  |                                                |  |  |  |  |  |  |  |  |  |  |  |  |  |  |  |
|  |                                                |  |  |  |  |  |  |  |  |  |  |  |  |  |  |  |
|  | 17. Angela María Lastreto                      |  |  |  |  |  |  |  |  |  |  |  |  |  |  |  |
|  |                                                |  |  |  |  |  |  |  |  |  |  |  |  |  |  |  |
|  |                                                |  |  |  |  |  |  |  |  |  |  |  |  |  |  |  |
|  | 4. Rafael Larco Bruno                          |  |  |  |  |  |  |  |  |  |  |  |  |  |  |  |
|  |                                                |  |  |  |  |  |  |  |  |  |  |  |  |  |  |  |
|  |                                                |  |  |  |  |  |  |  |  |  |  |  |  |  |  |  |
|  | 18.                                            |  |  |  |  |  |  |  |  |  |  |  |  |  |  |  |
|  |                                                |  |  |  |  |  |  |  |  |  |  |  |  |  |  |  |
|  |                                                |  |  |  |  |  |  |  |  |  |  |  |  |  |  |  |
|  | 9. Maddalena Bruno di Galecio                  |  |  |  |  |  |  |  |  |  |  |  |  |  |  |  |
|  |                                                |  |  |  |  |  |  |  |  |  |  |  |  |  |  |  |
|  |                                                |  |  |  |  |  |  |  |  |  |  |  |  |  |  |  |
|  | 19.                                            |  |  |  |  |  |  |  |  |  |  |  |  |  |  |  |
|  |                                                |  |  |  |  |  |  |  |  |  |  |  |  |  |  |  |
|  |                                                |  |  |  |  |  |  |  |  |  |  |  |  |  |  |  |
|  | 2. Rafael Larco Herrera                        |  |  |  |  |  |  |  |  |  |  |  |  |  |  |  |
|  |                                                |  |  |  |  |  |  |  |  |  |  |  |  |  |  |  |
|  |                                                |  |  |  |  |  |  |  |  |  |  |  |  |  |  |  |
|  | 20.                                            |  |  |  |  |  |  |  |  |  |  |  |  |  |  |  |
|  |                                                |  |  |  |  |  |  |  |  |  |  |  |  |  |  |  |
|  |                                                |  |  |  |  |  |  |  |  |  |  |  |  |  |  |  |
|  | 10. Manuel Herrera Maura                       |  |  |  |  |  |  |  |  |  |  |  |  |  |  |  |
|  |                                                |  |  |  |  |  |  |  |  |  |  |  |  |  |  |  |
|  |                                                |  |  |  |  |  |  |  |  |  |  |  |  |  |  |  |
|  | 21.                                            |  |  |  |  |  |  |  |  |  |  |  |  |  |  |  |
|  |                                                |  |  |  |  |  |  |  |  |  |  |  |  |  |  |  |
|  |                                                |  |  |  |  |  |  |  |  |  |  |  |  |  |  |  |
|  | 5. Josefina Herrera Medina                     |  |  |  |  |  |  |  |  |  |  |  |  |  |  |  |
|  |                                                |  |  |  |  |  |  |  |  |  |  |  |  |  |  |  |
|  |                                                |  |  |  |  |  |  |  |  |  |  |  |  |  |  |  |
|  | 22. Justo Pastor Medina y Cano                 |  |  |  |  |  |  |  |  |  |  |  |  |  |  |  |
|  |                                                |  |  |  |  |  |  |  |  |  |  |  |  |  |  |  |
|  |                                                |  |  |  |  |  |  |  |  |  |  |  |  |  |  |  |
|  | 11. María Rosa Medina Cano                     |  |  |  |  |  |  |  |  |  |  |  |  |  |  |  |
|  |                                                |  |  |  |  |  |  |  |  |  |  |  |  |  |  |  |
|  |                                                |  |  |  |  |  |  |  |  |  |  |  |  |  |  |  |
|  | 23. María Josefa Cano y Benavente              |  |  |  |  |  |  |  |  |  |  |  |  |  |  |  |
|  |                                                |  |  |  |  |  |  |  |  |  |  |  |  |  |  |  |
|  |                                                |  |  |  |  |  |  |  |  |  |  |  |  |  |  |  |
|  | 1. Rafael Larco Hoyle                          |  |  |  |  |  |  |  |  |  |  |  |  |  |  |  |
|  |                                                |  |  |  |  |  |  |  |  |  |  |  |  |  |  |  |
|  |                                                |  |  |  |  |  |  |  |  |  |  |  |  |  |  |  |
|  | 24. Luke Hoyle Watson                          |  |  |  |  |  |  |  |  |  |  |  |  |  |  |  |
|  |                                                |  |  |  |  |  |  |  |  |  |  |  |  |  |  |  |
|  |                                                |  |  |  |  |  |  |  |  |  |  |  |  |  |  |  |
|  | 12. John Hoyle Hoyle                           |  |  |  |  |  |  |  |  |  |  |  |  |  |  |  |
|  |                                                |  |  |  |  |  |  |  |  |  |  |  |  |  |  |  |
|  |                                                |  |  |  |  |  |  |  |  |  |  |  |  |  |  |  |
|  | 25. Susan Hoyle Holt                           |  |  |  |  |  |  |  |  |  |  |  |  |  |  |  |
|  |                                                |  |  |  |  |  |  |  |  |  |  |  |  |  |  |  |
|  |                                                |  |  |  |  |  |  |  |  |  |  |  |  |  |  |  |
|  | 6. Pedro Constante Hoyle Moreno                |  |  |  |  |  |  |  |  |  |  |  |  |  |  |  |
|  |                                                |  |  |  |  |  |  |  |  |  |  |  |  |  |  |  |
|  |                                                |  |  |  |  |  |  |  |  |  |  |  |  |  |  |  |
|  | 26. José Moreno y Nevado                       |  |  |  |  |  |  |  |  |  |  |  |  |  |  |  |
|  |                                                |  |  |  |  |  |  |  |  |  |  |  |  |  |  |  |
|  |                                                |  |  |  |  |  |  |  |  |  |  |  |  |  |  |  |
|  | 13. Josefa Moreno y Gutiérrez                  |  |  |  |  |  |  |  |  |  |  |  |  |  |  |  |
|  |                                                |  |  |  |  |  |  |  |  |  |  |  |  |  |  |  |
|  |                                                |  |  |  |  |  |  |  |  |  |  |  |  |  |  |  |
|  | 27.Manuela Gutiérrez de Arroyo                 |  |  |  |  |  |  |  |  |  |  |  |  |  |  |  |
|  |                                                |  |  |  |  |  |  |  |  |  |  |  |  |  |  |  |
|  |                                                |  |  |  |  |  |  |  |  |  |  |  |  |  |  |  |
|  | 3. Esther Hoyle Castro                         |  |  |  |  |  |  |  |  |  |  |  |  |  |  |  |
|  |                                                |  |  |  |  |  |  |  |  |  |  |  |  |  |  |  |
|  |                                                |  |  |  |  |  |  |  |  |  |  |  |  |  |  |  |
|  | 28. Mariano de la Trinidad de Castro y Taboada |  |  |  |  |  |  |  |  |  |  |  |  |  |  |  |
|  |                                                |  |  |  |  |  |  |  |  |  |  |  |  |  |  |  |
|  |                                                |  |  |  |  |  |  |  |  |  |  |  |  |  |  |  |
|  | 14. Fernando de Castro y Zaldívar              |  |  |  |  |  |  |  |  |  |  |  |  |  |  |  |
|  |                                                |  |  |  |  |  |  |  |  |  |  |  |  |  |  |  |
|  |                                                |  |  |  |  |  |  |  |  |  |  |  |  |  |  |  |
|  | 29. Ana de Zaldívar y Martínez de Ochagavía    |  |  |  |  |  |  |  |  |  |  |  |  |  |  |  |
|  |                                                |  |  |  |  |  |  |  |  |  |  |  |  |  |  |  |
|  |                                                |  |  |  |  |  |  |  |  |  |  |  |  |  |  |  |
|  | 7. Isabel Castro Polo                          |  |  |  |  |  |  |  |  |  |  |  |  |  |  |  |
|  |                                                |  |  |  |  |  |  |  |  |  |  |  |  |  |  |  |
|  |                                                |  |  |  |  |  |  |  |  |  |  |  |  |  |  |  |
|  | 30.                                            |  |  |  |  |  |  |  |  |  |  |  |  |  |  |  |
|  |                                                |  |  |  |  |  |  |  |  |  |  |  |  |  |  |  |
|  |                                                |  |  |  |  |  |  |  |  |  |  |  |  |  |  |  |
|  | 15. Manuela Nieto Polo y Càrdenas              |  |  |  |  |  |  |  |  |  |  |  |  |  |  |  |
|  |                                                |  |  |  |  |  |  |  |  |  |  |  |  |  |  |  |
|  |                                                |  |  |  |  |  |  |  |  |  |  |  |  |  |  |  |
|  | 31.                                            |  |  |  |  |  |  |  |  |  |  |  |  |  |  |  |
|  |                                                |  |  |  |  |  |  |  |  |  |  |  |  |  |  |  |
|  |                                                |  |  |  |  |  |  |  |  |  |  |  |  |  |  |  |